# Kommunal styreform
```
 
Denne artikel omhandler overvejende eller alene 
danske forhold
. Hjælp gerne med at gøre artiklen mere almen.
```

En kommunal styreform betegner den måde, hvorpå en kommune styres administrativt og politisk.
Valget af styreform sker med hjemmel i Styrelsesloven, der umiddelbart forudsætter, at kommunerne har udvalgsstyre, hvilket også er det mest gængse. I landets fem største byer (København, Frederiksberg , Odense, Aalborg og Århus) har kommunalbestyrelsen desuden mulighed for at vælge at oprette magistratsstyre, men siden 1998 har kun Århus bibeholdt denne styreform. Resten har mellemformstyre med delt administrativ ledelse. Som en tredje mulighed kan en kommune vælge det såkaldte udvalgsløse styre. 
Valget af styreform fastlægges i kommunens styrelsesvedtægt.